# Каликст III
Каликст III е римски папа от 8 април 1455 до 6 август 1458 г. Рожденото му име е Алфонсо ди Борджия на италиански: di Borgia, или „Алонсо де Борха“ – от на испански: de Borja.
Алонсо де Борха (Борджа, Борджия) е роден на 31 декември 1378 в Ла Торета, днес близо до Каналс, Валенсия (в наши дни Испания, но тогава Кралство Валенсия под Арагонската корона).
Неговата ранна кариера започва като професор по право (юрист-теолог) в Университета в Лерида. След това служи като дипломат в услуга на кралете на Арагон. Способства за примирието между краля на Неапол Алфонс I и папа Мартин V.
През 1444 г. папа Евгений IV го издигна до кардинал.

## Управление
В центъра на управлението на папа Каликст III било завършването на антитурската кръстоносна война. За да осъществи този си интерес, той развил бурна дипломатическа дейност. На 15 май 1455 г. се обърнал към Бургундския херцог. Опростил всички негови и на армията грехове, обложил с данък доходите на всички църкви (1/10 част) и публикувал булата „In sacra“. Оттогава започнал да действа нов вид папски данък, под предлог за покриване на нуждите за борба с турците.
Пропагандисти за кръстоносен поход били францисканците, най-известният сред който бил свети Йоан Капистран. Според плана на папата, трябвало да се организира едновременно нападение срещу турците по суша и море. На Балканите възлагал надежди на унгарския регент Янош Хуняди, а по море със задачата трябвало да се заемат папата и Венеция. С тази цел Каликст III създал самостоятелен папски военен флот. Въпреки усилията на папата обаче борбата срещу турците легнала на плещите на Унгария и Албания. Франция тъкмо завършила Стогодишната война, а Венеция търгувала активно с Турция и не искала кръстоносния поход да нанесе удар на нейните търговски интереси. Не се отзовали нито Флоренция, нито Генуа, но въпреки заплахата от страна на папата.
На 29 юни 1456 г. папата въвежда биенето на камбаните в католическите храмове по средата на деня, призовавайки вярващите към молитва за защитниците на християнството. Тази традиция се е запазила и до наши дни.
Армията на кръстоносците под предводителството на Ян Хуняди през 1456 г. удържа победа над турците при Белград (виж Обсада на Белград (1456)). В резултат обаче на разразилата се след това чумна епидемия, умират и Хуняди, и Капистран.
В чест на тази победа, папата установява празника Преображение Господне, който се отбелязва на 6 август.
По време на управлението на Каликст се връщат времената на непотизъм, раздаването на църковни длъжности и кардиналски звания на роднини и поддръжници на семейство Борджия. Той прави двама свои племенници кардинали (Педро и Родриго Борджии), като единият от тях Родриго Борха (Борджия), впоследствие става папа, под името Александър VI.
През 1456 г. Каликст III иска преразглеждане на процеса, в резултат на който през 1431 г. е убита френската героиня Жана д'Арк и я признава за невинна.
През 1458 година прави неуспешен опит да свали от престола новия крал на Неапол Фердинандо и да го замести с племенника си Педро Луис.